# さんどまき
さんどまきは、静岡県富士市の大字。丁番を持たない単独町名である。地名の元となった地域は、旧駿河国富士郡三ツ沢村字三度蒔、静岡県富士郡原田村大字三ツ沢字三度蒔、吉原市三ツ沢字三度蒔、富士市三ツ沢字三度蒔。郵便番号は417-0856。
2020年（令和2年）5月4日、神戸土地区画整理事業に伴い、三ツ沢、神戸、富士見台の一部から分離されて大字として成立した。北部ブロック・神戸地区に属する。

## 地理
市の中央部に位置する。全域が区画整理された住宅地となっている。「空かぐや通り」が町域の西側で南西から北東を縦貫し、「遊然の里通り」が北東から西へ伸び、空かぐや通りと交叉するところまで続く。町域からは外れるが、富士市立神戸小学校はすぐ北である。

## 歴史

### 年表
- 1889年（明治22年）3月1日 - 町村制施行に伴い、三ツ沢村と原田村が合併し原田村が発足。

- 1955年（昭和30年）2月11日 - 新設合併により生れた新・吉原市の一部となる。

- 1966年（昭和41年）11月1日 - 新設合併により生れた富士市の一部となる[6]。

- 2020年（令和2年）5月4日 - 神戸土地区画整理事業に伴い、三ツ沢、神戸、富士見台の各一部が分離されてさんどまきが成立する[7]。

### 町名の由来
「三度蒔」という地名の由来は、1193年（建久4年）5月に源頼朝が富士の巻狩りを行った際、陣地に幕を三重に巻いたという伝承に由来し、いつの頃からか「巻」が「蒔」に変ったと言われている。長らく三ツ沢の小字の一つとして存在していた。
大正年間に編纂された『原田村誌』は次のように記している。

### 大字の誕生
2000年（平成12年）から開始された「神戸土地区画整理事業」に伴う新町名の設置に当り、富士市では新町名を、地区の住民の公募と富士市立神戸小学校3・4年生の案から選定することを決定。地区では応募のあった75案を、ワークショップで「若葉」「さんどまき」「草笛」の3案に絞り込んだ。
一方で神戸小の生徒も、地域の歴史や移り変わり、土地区画整理事業の仕組みなどを学習した後、投票により「遊然の里」「空かぐや」の2案を選出した。従来の「三度蒔」ではなく、平仮名の「さんどまき」を候補としたのは、「できるだけ書きやすいように」との理由による。
2018年（平成30年）11月、神戸地区文化祭で新地名総選挙が行われ、新町名「さんどまき」が決定した。平仮名のみの町名は県内で初めてとなる。また、小学生が考えた2案は、地区内に新たに開通した2本の市道の愛称として残されることとなった。
尚、旧来の三ツ沢字三度蒔は、同じく一部をさんどまきに吸収された三ツ沢字治郎畑、神戸字寺下と同じく、区画整理後も完全に消滅はせず残存している。

## 世帯数と人口
2020年（令和2年）7月現在の、世帯数と人口は以下の通りである。
| 町丁       | 世帯数  | 人口  |
| ---------- | ------- | ----- |
| さんどまき | 291世帯 | 774人 |

## 小・中学校の学区
市立小・中学校に通う場合、学区は以下の通りとなる。
| 町丁       | 町内会 | 小学校             | 中学校               |
| ---------- | ------ | ------------------ | -------------------- |
| さんどまき | 神戸1  | 富士市立神戸小学校 | 富士市立吉原北中学校 |

## 施設
- ごうど公園
- さんどまき公園
- 神戸まちづくりセンター

## 道路
- 空かぐや通り
- 遊然の里通り